# Kai Luczak
Kai Luczak (geb. 1966) ist ein deutscher Lichtgestalter.

## Leben
Luczak war von 1995 bis 2002 am Staatstheater Stuttgart tätig. Von 1998 bis 2010 arbeitete er als Lichtgestalter für die Regisseure Anke Rautmann und Jochen Schönleber beim Rossinifestival Bad Wildbad und von 2007 bis 2009 führte er die Lichtregie bei den Schlossfestspielen Ettlingen für die Regisseure Udo Schürmer und Heinz Trixner. Am Centraltheater Leipzig arbeitete er mit Wolfgang Engel, Volker Lösch, Jorinde Dröse und Jürgen Kruse. 2009 wurde er stellvertretender Leiter der Beleuchtung an der Schaubühne am Lehniner Platz. 2012 wechselte er an das Theater Augsburg. Er arbeitet sowohl für das Schauspiel als auch die Oper und das Ballett.

## Produktionen (Auswahl)
- 2014: Lohengrin, Theater Augsburg
- 2014/15: Die Katze auf dem heißen Blechdach, Theater Augsburg
- 2014/15: Hänsel und Gretel, Theater Augsburg
- 2014/15: Romeo und Julia, Theater Augsburg
- 2015: Die heilige Johanna der Schlachthöfe, Theater Augsburg
- 2015: Wozzeck, Theater Augsburg
- 2015: Die Gärtnerin aus Liebe, Theater Augsburg
- 2015: Der König Kandaules, Theater Augsburg
- 2015: Hoffmanns Erzählungen, Theater Augsburg